# Delemodacrys
Delemodacrys is een kevergeslacht uit de familie van de boktorren (Cerambycidae). De wetenschappelijke naam van het geslacht werd voor het eerst geldig gepubliceerd in 1979 door Martins & Napp.

## Soorten
Delemodacrys is monotypisch en omvat slechts de volgende soort:
- Delemodacrys mourei Martins & Napp, 1979